# علي مسليار
علي مسليار (1861-1922) (بالمالايالامية: മുസ്ലിയാർ മുസ്ലിയാർ)، ولد تحت اسم إريككونان بالاتو ملايليل علي، كان رائدًا في قيادة التمرد الموبلا ضد الحكم البريطاني في عامي 1921-1922، وخاصةً أحداث الشغب التي حدثت في مدارس مالابار، في الهند البريطانية. كان صوفي من الطريقة القادرية.
كان مسليار باحثًا إسلاميًا تلقى تعليمه في مسجد الحرام وكان إمام مسجد تيرورانغادي من عام 1907 حتى إعدامه بتهمة قيادة تمرد مالابار. كان خطيبًا نشطًا لحركة الخلافة.